# British India Steam Navigation Company
La British India Steam Navigation Company (Società di Navigazione a Vapore dell'India Britannica)  fu costituita nel 1856 dalla  Kolkata and  Burmah Steam Navigation Company (Compagnia di Navigazione a Vapore di Calcutta e Birmania). La società era stata fondata dalla Mackinnon, Mackenzie & Co, una partnership commerciale degli scozzesi William Mackinnon e Robert Mackenzie, tra Calcutta e Rangoon. L'azienda divenne la prima a fornire battelli a vapore dell'India britannica nel 1865. Sotto la leadership di James Mackay, che era diventato presidente nel 1913, l'azienda divenne parte del gruppo di imprese Oriental Steam Navigation Company (P & O) nel 1914, attraverso una complessa fusione, ma continuò ad operare con una propria identità e organizzazione per quasi 60 anni fino al 1972, quando fu completamente assorbito dalla P & O.